# Schenken von Limpurg

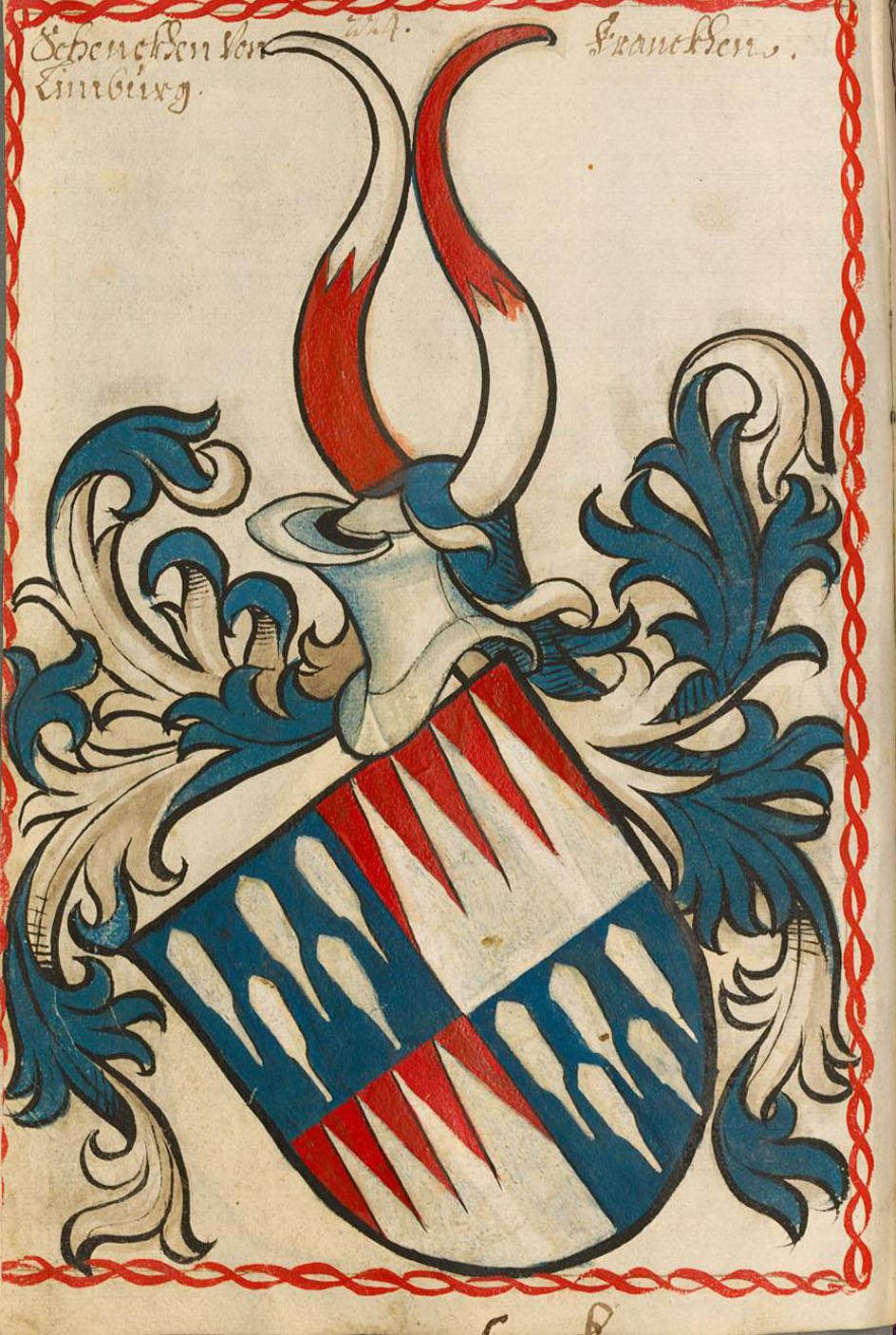
Wappen der Schenken von Limpurg aus Scheiblers Wappenbuch 1450–1480

Die Schenken von Limpurg, eine zeitweise weitverzweigte schwäbisch-fränkische Adelsfamilie, brachte zahlreiche hochgestellte Reichsbeamte, Bischöfe und Domherren hervor. Ihren Namen tragen sie nach der Burg Limpurg bei Schwäbisch Hall. Noch heute wird ihr ehemaliges Herrschaftsgebiet, das sich zwischen Schwäbisch Hall, Schwäbisch Gmünd und Ellwangen erstreckte, als Limpurger Land bezeichnet. Hauptort der ehemaligen Grafschaft ist die Stadt Gaildorf (Landkreis Schwäbisch Hall).
Als sogenannte Reichserbschenken bekleidete die Schenkenfamilie seit dem ersten Stauferkönig im frühen 12. Jahrhundert eines der Reichserbämter des Heiligen Römischen Reiches Deutscher Nation. Formal war ihnen das Schenkenamt beim Kaiser als Afterlehen der Erzschenken des Reiches, der Könige von Böhmen, verliehen, deren Aufgabe sie im Zeremoniell der Krönung der römisch-deutschen Könige und Kaiser zu übernehmen hatten. Als solche werden sie in der Goldenen Bulle von 1356 genannt.
Als das Fränkische Reichsgrafenkollegium 1641 eine eigene Kuriatstimme auf dem Reichstag erhielt, waren die zwei Limpurger Linien auf der Grafenbank vertreten und gehörten damit dem Hochadel an. Das Geschlecht erlosch 1713.

## Geschichte

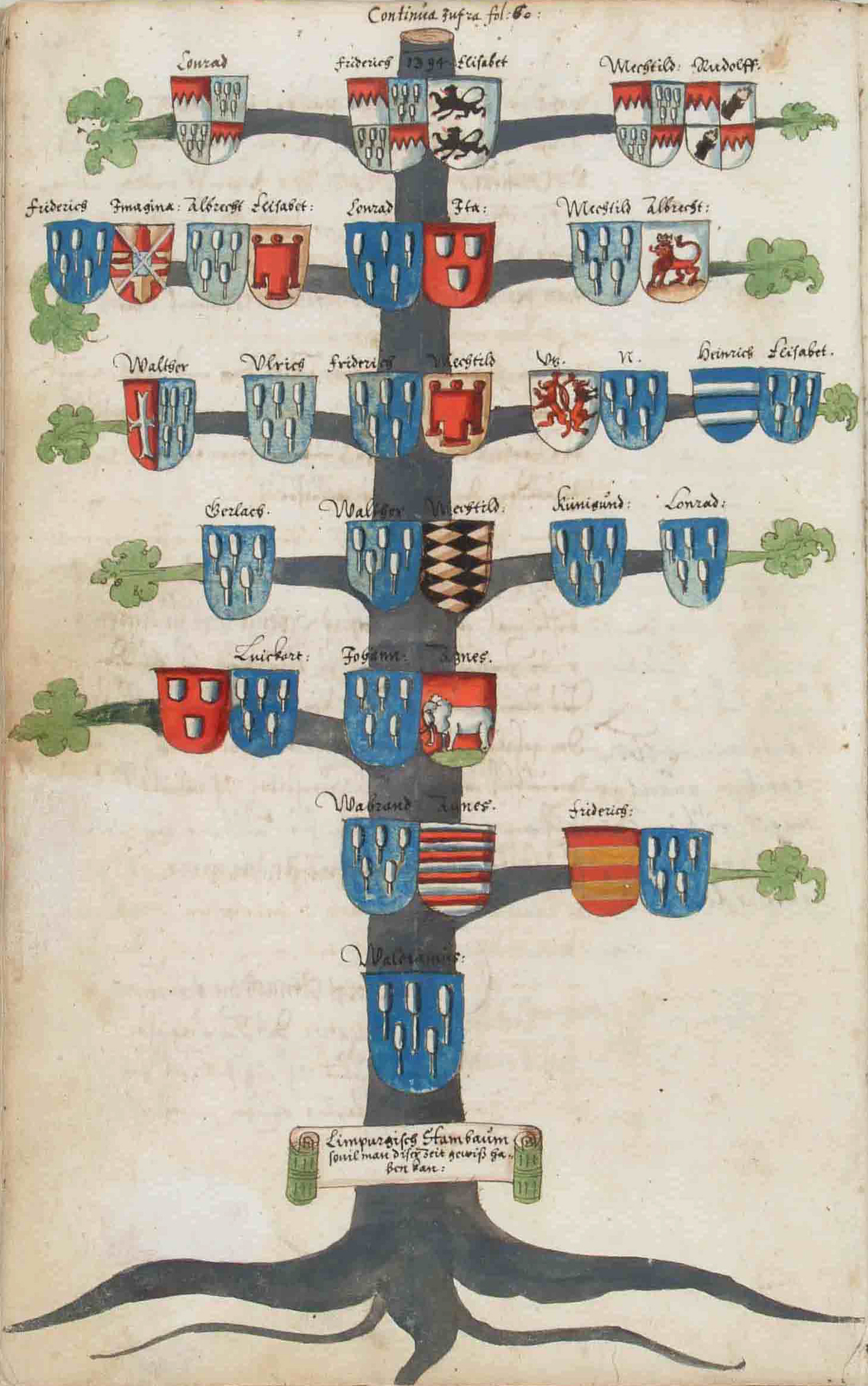
Stammbaum der Erbschenken von Limpurg zu Obersontheim 1593

Die ministerialischen Anfänge der Familie der Schenken von Limpurg werden in der Regierungszeit des ersten staufischen Königs Konrad III. (1138–1152) mit den (Reichs-)Schenken von Schüpf, mit Walter Colbo (1144/57) und Konrad Pris (1138/46) erkennbar. Der Beiname Colbo leitet sich von den Streitkolben ab, die die Familie im Wappen führte. Conradus Colbo war Mundschenk Kaiser Friedrich Barbarossas. Dieser holte die Familie dann ins Maintal, um die kaiserlichen Besitzungen gegen den wachsenden Einfluss der Kirche abzusichern. Wohl um 1160–70 erbaute Conradus Colbo dort die Clingenburg; seine Nachfahren bildeten den Zweig der Schenken von Klingenburg und nannten sich, nachdem sie durch Heirat 1253 die Burg Reicheneck im Nürnberger Land erhalten hatten, ab 1278 Schenken von Reicheneck. Auch die Henneburg bei Stadtprozelten kam an Conradus Colbo und nachfolgend an die Klingenburger Schenken; 1395 fiel das Reichenecker Erbe an die Herren von Absberg. Die nur als Burgstall erhaltene Burg Schüpf (im Main-Tauber-Kreis) entstand wohl Mitte bis Ende des 12. Jahrhunderts, musste aber bereits 1235 an die Grafen von Hohenlohe verpfändet werden. Der Schüpfer Zweig ist um 1261 ausgestorben. Erst später wurde die Grundherrschaft in Unterschüpf und Oberschüpf geteilt, wo jeweils neuzeitliche Herrensitze entstanden.

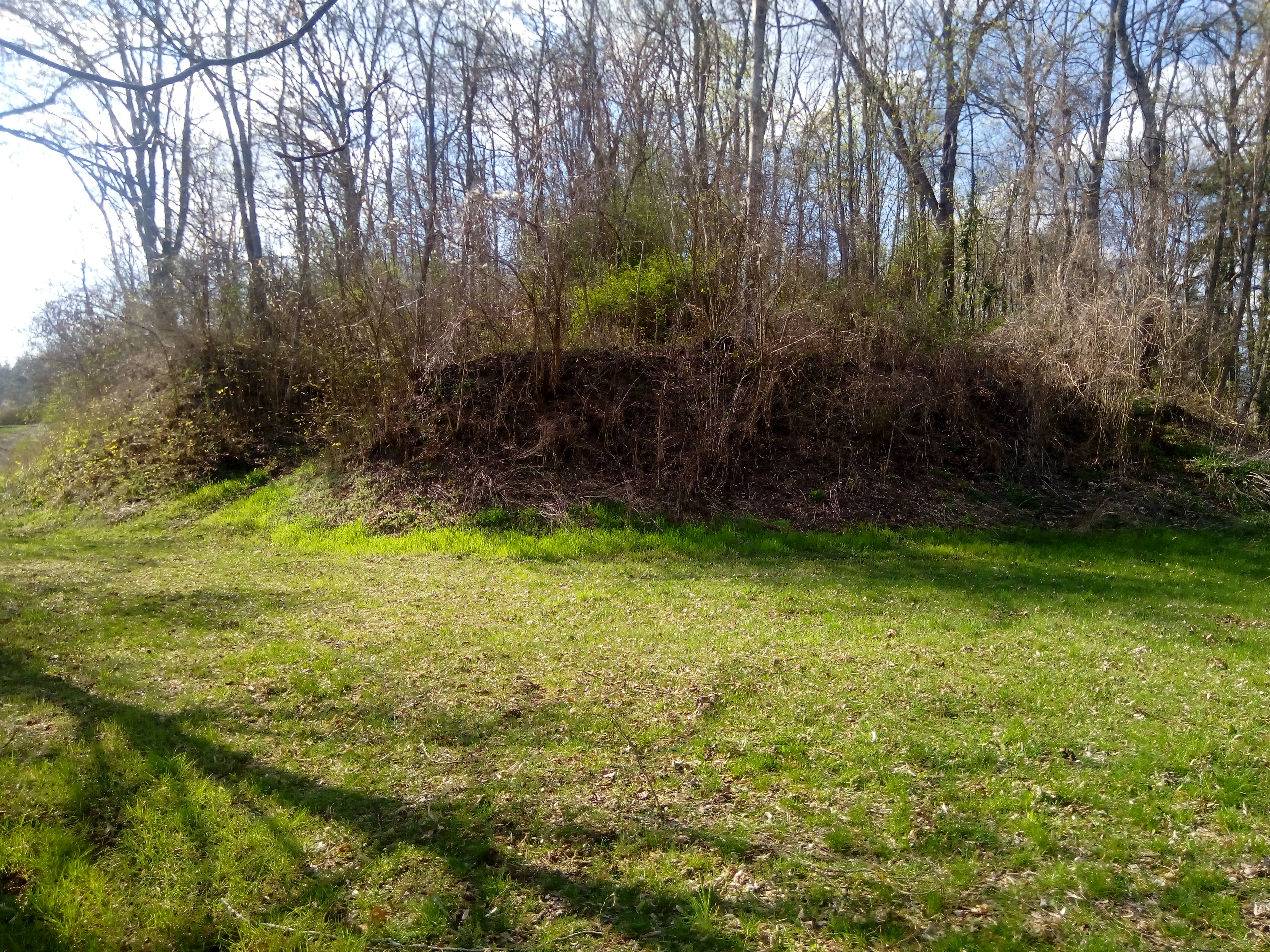
Stammsitz Burg Schüpf
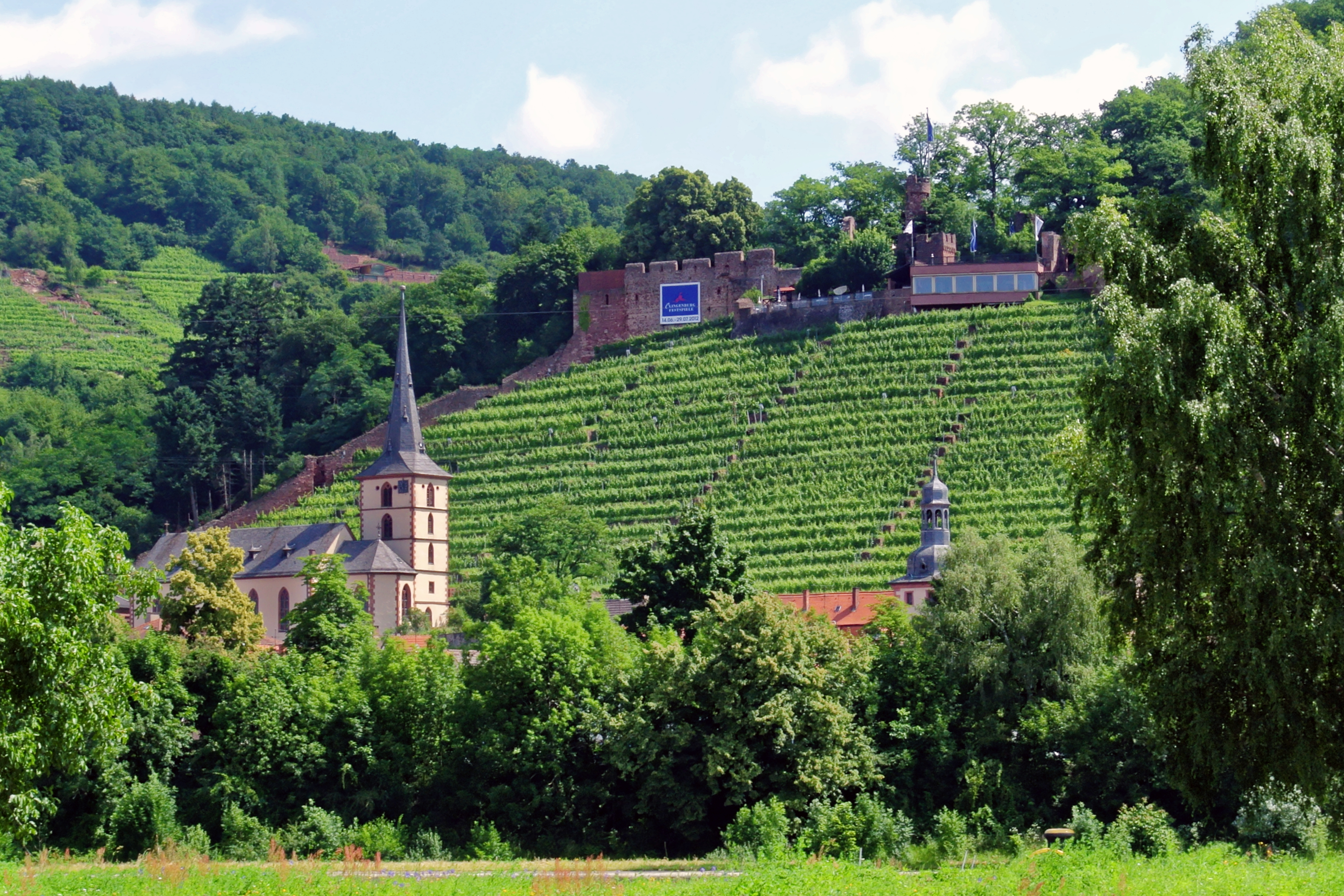
Ruine Clingenburg am Main
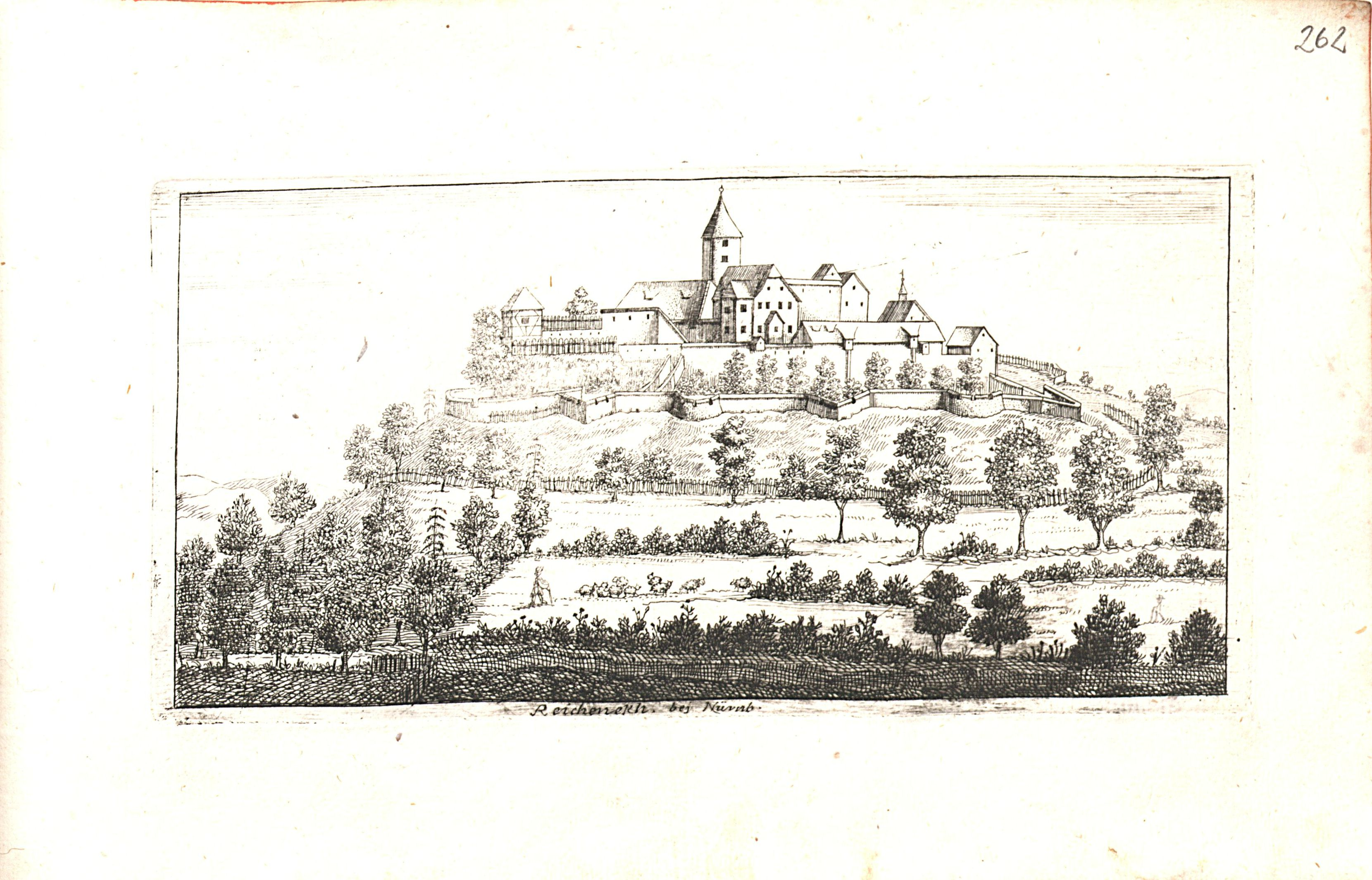
Burg Reicheneck (1704)
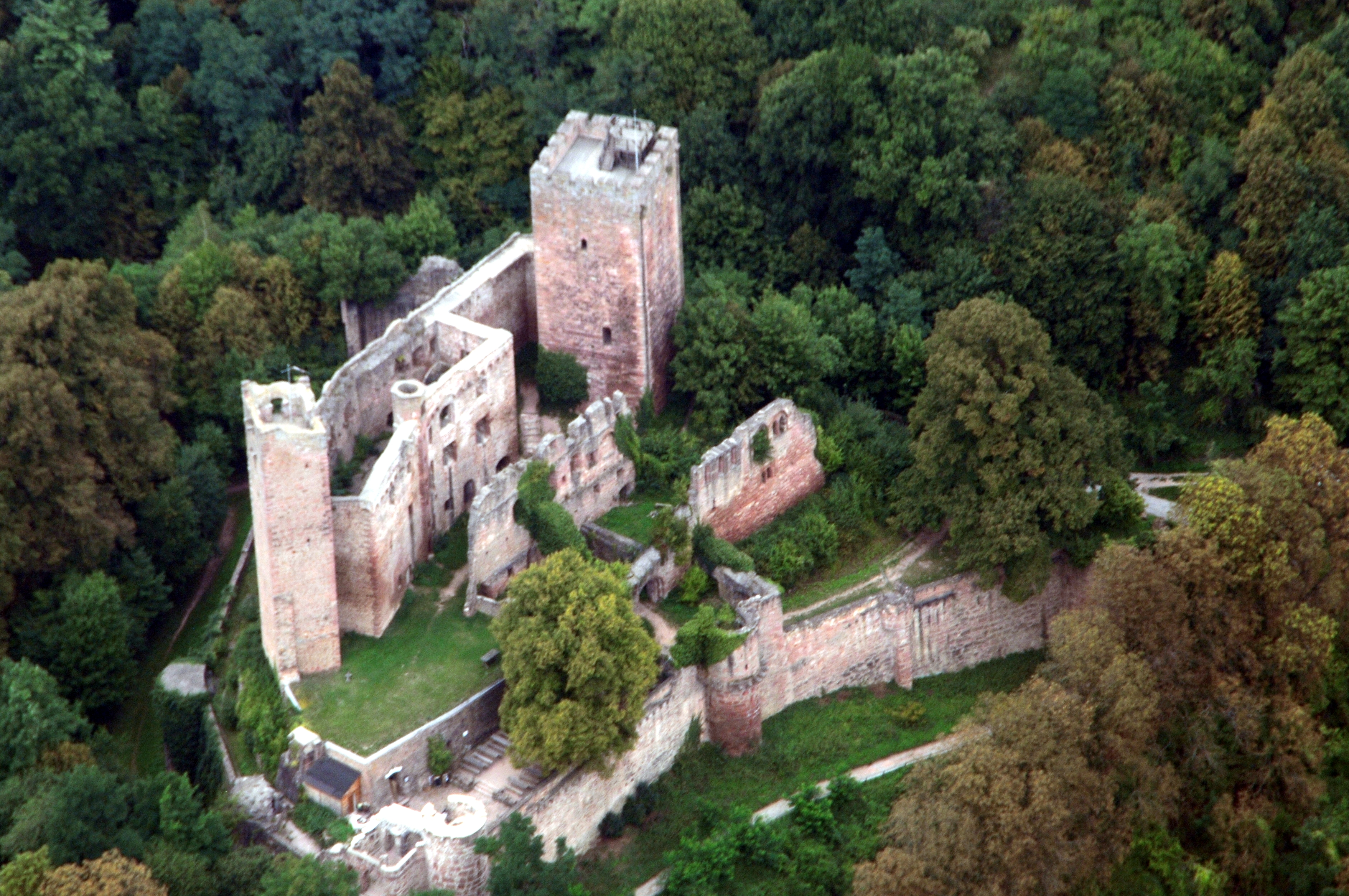
Henneburg am Main

Unter den staufischen Kaisern und Königen Friedrich Barbarossa (1152–1190), Heinrich VI. (1190–1197), Philipp von Schwaben (1198–1208) und Friedrich II. (1212–1250) treten die Schenken in Königsnähe auf. Einige Mitglieder der Familie übten das Hofamt eines Reichsmundschenken bei den Herrschern aus; die Schenken sind auf Hoftagen und Italienzügen nachweisbar.
Ein Schenk Walter, auch genannt Walter de Colbo (1200/18) diente König Philipp von Schwaben und den Kaisern Otto IV. (1198–1218) und Friedrich II. Er erbaute die 1214 erstmals erwähnte Collenburg über Collenberg am Main, deren Name von Colbo abgeleitet ist und ursprünglich colbenbërc war. Das Kolbenwappen der Schenken findet sich auch im heutigen Gemeindewappen von Collenberg.
Sein Sohn Walter befand sich ab 1226 im Gefolge König Heinrichs (VII.) (1220–1235) und ist 1230/1234 als Walter (I.) Schenk von Limpurg bezeugt. Vor 1230 muss also Walter bei Schwäbisch Hall die Burg Limpurg, wahrscheinlich auf Eigengut, erbaut haben. Es wird vermutet, dass der Besitzkomplex im Haller Raum durch die Ehe des Vaters von Schenk Walter (I.) mit Adelheid von Bielriet in die Hand der Familie gekommen war. Bei der Empörung Heinrichs (VII.) gegen seinen Vater, Kaiser Friedrich II., standen die Schenken auf der Seite des Sohnes und mussten nach dem Zusammenbruch des Aufstandes Entschädigungen leisten. Die gelegentlich zu lesende Behauptung, sie hätten deshalb „ihre Stammgebiete an Main und Tauber verloren“, ist anhand der Besitzgeschichten ihrer Burgen nirgendwo zu erkennen. Immerhin übte Walter I. ab 1245 sein Schenkenamt unter König Konrad IV. (1237–1254) wieder aus. Als Walter starb, folgte ihm sein Sohn Walter II. (1249–1283) als Schenk. Dessen zweiter Sohn war der Minnesänger Schenk Konrad von Limpurg auf Bielriet (1255/86), ein nachgeborener Sohn war Ulrich von Lorbach (erwähnt ab 1277) auf Burg Lohrbach, die 1251 von den Herren von Dürn im Erbgang an die Schenken gefallen war. Lohrbach wurde 1409 verpfändet und 1413 verkauft.
Konrad, der Sohn des Ludwig von Schüpf, der sich ebenfalls gegen Friedrich II. gestellt hatte, findet sich 1255 unter dem Namen Conradus de Mathenberch als Ministeriale auf der Madenburg, als dessen Vater dem Deutschorden Schadensersatz für zugefügte Schäden in Franken, Österreich und der Steiermark leisten musste. Die Collenburg kam an Walter, der 1253 Elisabeth von Königstein-Reicheneck heiratete und auf die Burg Reicheneck im Raum Nürnberg/Hersbruck übersiedelte. Nach seinem Tod 1268 übereignete seine Witwe die Collenburg an den Deutschen Orden. Bielriet wurde 1287 durch Schenk Friedrich von Limpurg verkauft.

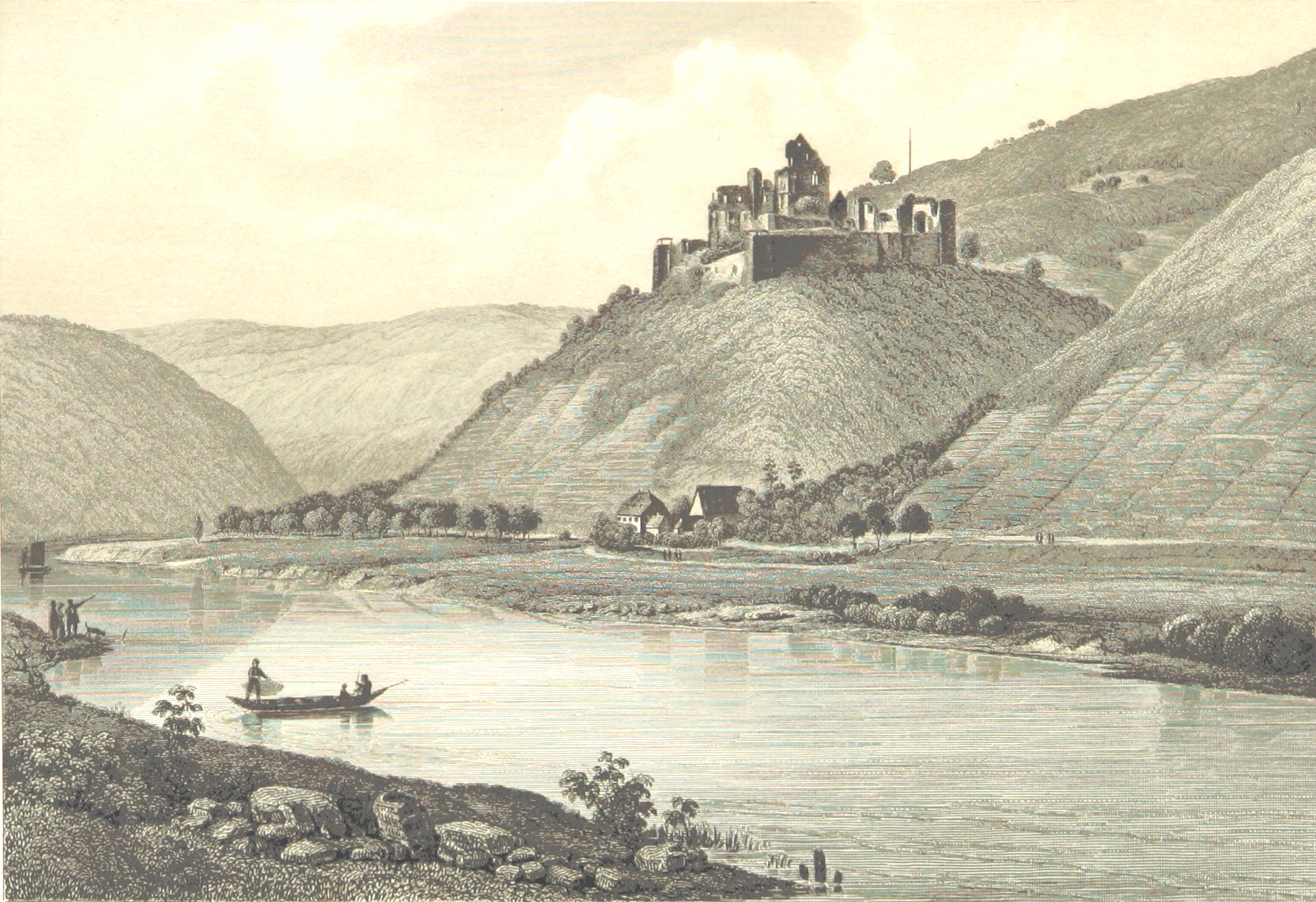
Collenburg am Main (1847)
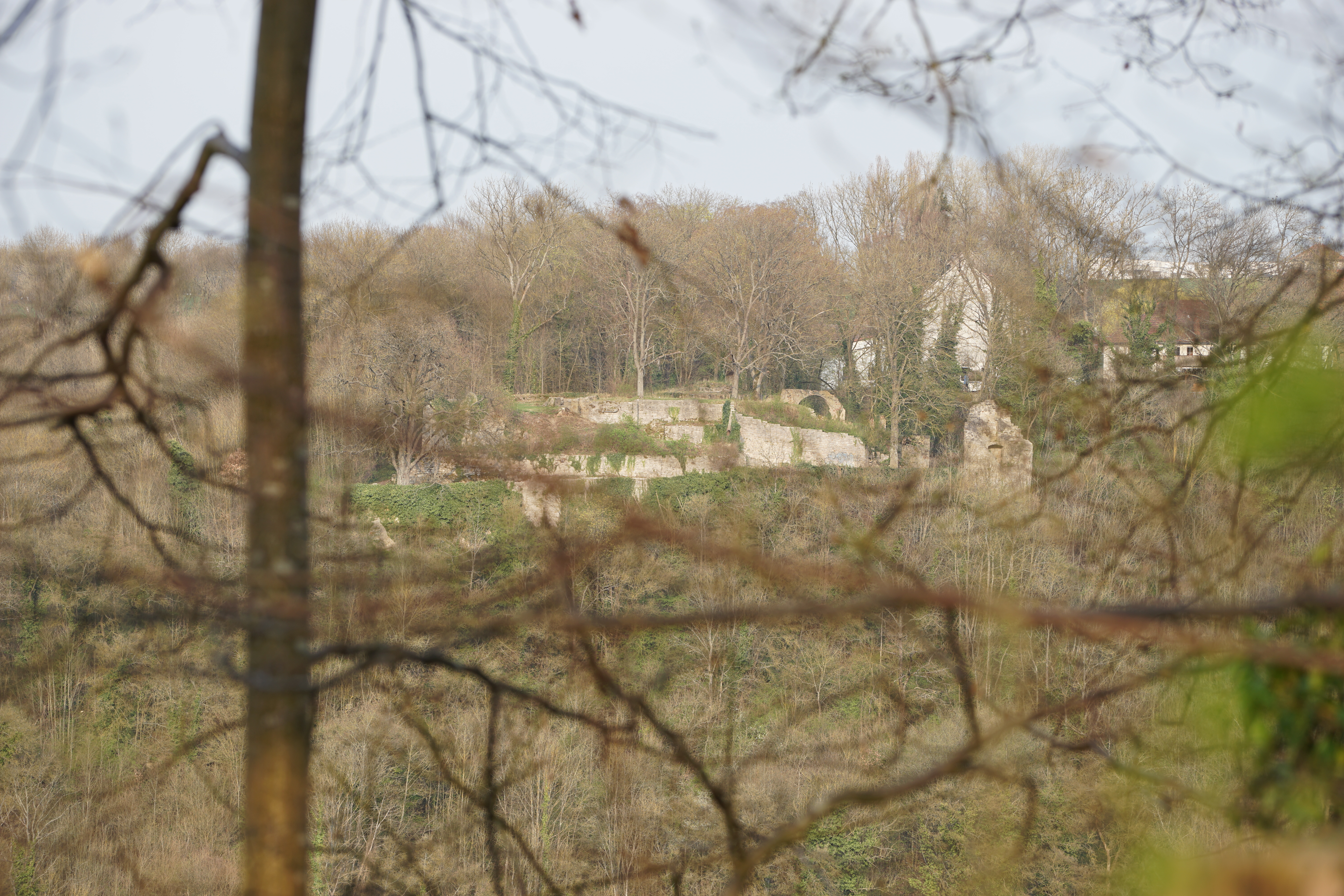
Ruine Limpurg bei Schwäbisch Hall
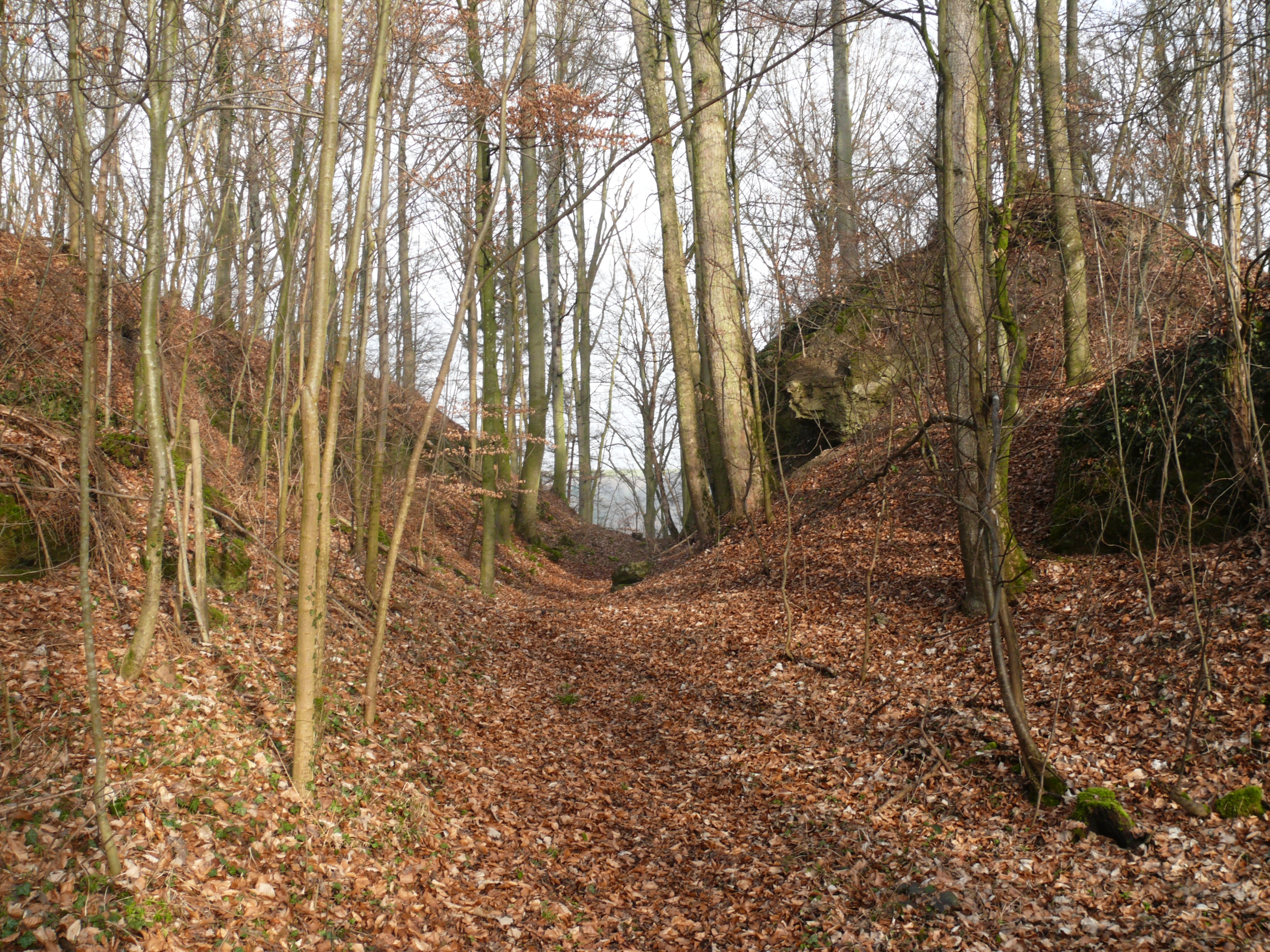
Schlossruine Bielriet
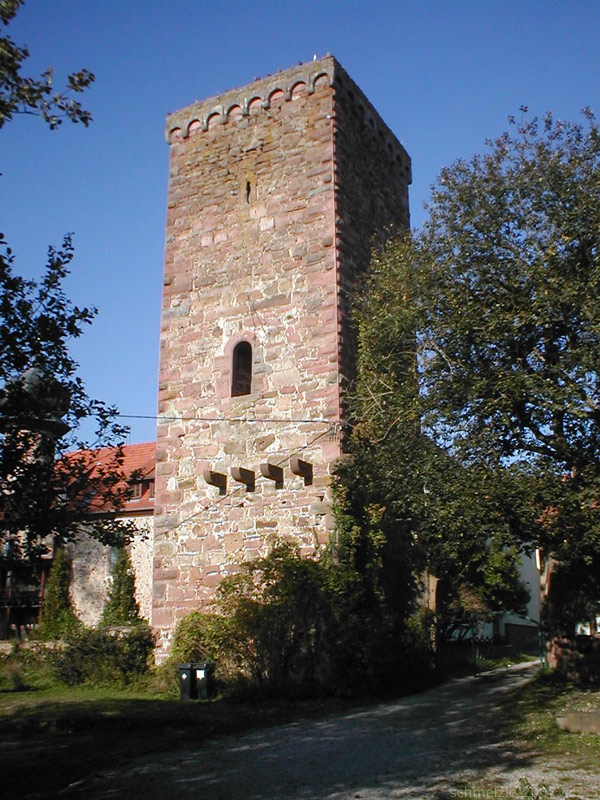
Burg Lohrbach

Im Verlauf des 13. Jahrhunderts wurde aus der Amtsbezeichnung „Schenk“ ein Familienname. Die Schenken, allen voran Walter II., bemühten sich, eine eigene Landesherrschaft zu erringen, und besaßen zeitweise Einfluss auf Schwäbisch Hall, doch wurde das Haller Gericht spätestens 1280 von den Schenken unabhängig. Die Limpurger blieben in der Folge auf ein Gebiet zwischen Kocher und Rot beschränkt. Die Goldene Bulle Kaiser Karls IV. (1347–1378) erwähnt die Limpurger als stellvertretende und erbliche Reichsschenken („Reichs-Erb-After-Schenken“) neben den böhmischen Königen als Erzmundschenken des Reiches.
1413 erwarben die Limpurger die Hälfte der Herrschaft Hohenlohe-Speckfeld mit Sitz auf Burg Speckfeld. Im 15. und 16. Jahrhundert war das Limpurger Territorium geteilt unter den Linien Limpurg-Speckfeld und Limpurg-Gaildorf. Letzteres war aus dem Erbe eines gleichnamigen Adelsgeschlechts wohl im 14. Jahrhundert an die Schenken gekommen. Die Burg Limpurg wurde im 15. und 16. Jahrhundert erweitert und verstärkt, wohl im Zusammenhang mit einem erneuten Aufflammen der Konflikte mit Schwäbisch Hall in der Zeit der Schenken Georg (reg. 1470–1475) und Wilhelm (reg. 1475–1517). Die Linie Limpurg-Speckfeld residierte dann noch bis 1541 weiterhin auf der Burg Limpurg; Schenk Erasmus von Limpurg (reg. 1530–1553) musste diese, nebst Unterlimpurg und weiteren Besitzungen, aber dann aus Geldnot 1541 für 45.700 Gulden an die Reichsstadt Schwäbisch Hall verkaufen. Er begann den Bau von Schloss Obersontheim, auf das seine Nachfahren dann zogen.
Friedrich III. († 1414) erhob im Jahr 1404 Gaildorf zur Stadt. Schenk Albrecht von Limpurg-Gaildorf-Schmiedelfeld, aus der im Jahre 1441 durch eine Teilung entstandenen Linie, ließ ab 1479 in dreijähriger Bauzeit in Gaildorf das Alte Schloss errichten, das anfangs von den Rittern von Geilndorff, Ministerialen der Schenken, nach deren Aussterben von Letzteren als Jagdschloss genutzt wurde. Der vierflügelige Bau des Schlosses wurde 1482 fertiggestellt. Albrecht Schenk von Limpurg und seine Gemahlin Elisabeth von Oettingen residierten fortan im Gaildorfer Schloss. Beide Linien nahmen einen Sitz auf der fränkischen Grafenbank ein. Es folgten sieben weitere Generationen der Schenken von Limpurg-Gaildorf, bis die Linie mit Wilhelm Heinrich (1652–1690) im Mannesstamm erlosch. Die Gaildorfer Herrschaft und mit ihr das Schloss gelangte an die Verwandten aus der Obersontheimer Linie Limpurg-Speckfeld, die aber schon 1713 mit Schenk Vollrath von Limpurg-Speckfeld (1655–1713) ebenfalls im erbberechtigten Mannesstamm ausstarb. Die letzten drei Schenken hatten zusammen zehn Erbtöchter hinterlassen, deren Nachkommen die ohnehin kleine Herrschaft weiter zersplitterten.
Eine große Zahl von Epitaphien der Schenken von Limpurg ist an der Gaildorfer Kirche, direkt neben dem Schloss (an der Außenwand) zu sehen. Im Kreuzgang des Germanischen Nationalmuseums in Nürnberg sind ebenfalls mehrere Epitaphien der Schenken von Limpurg ausgestellt. 

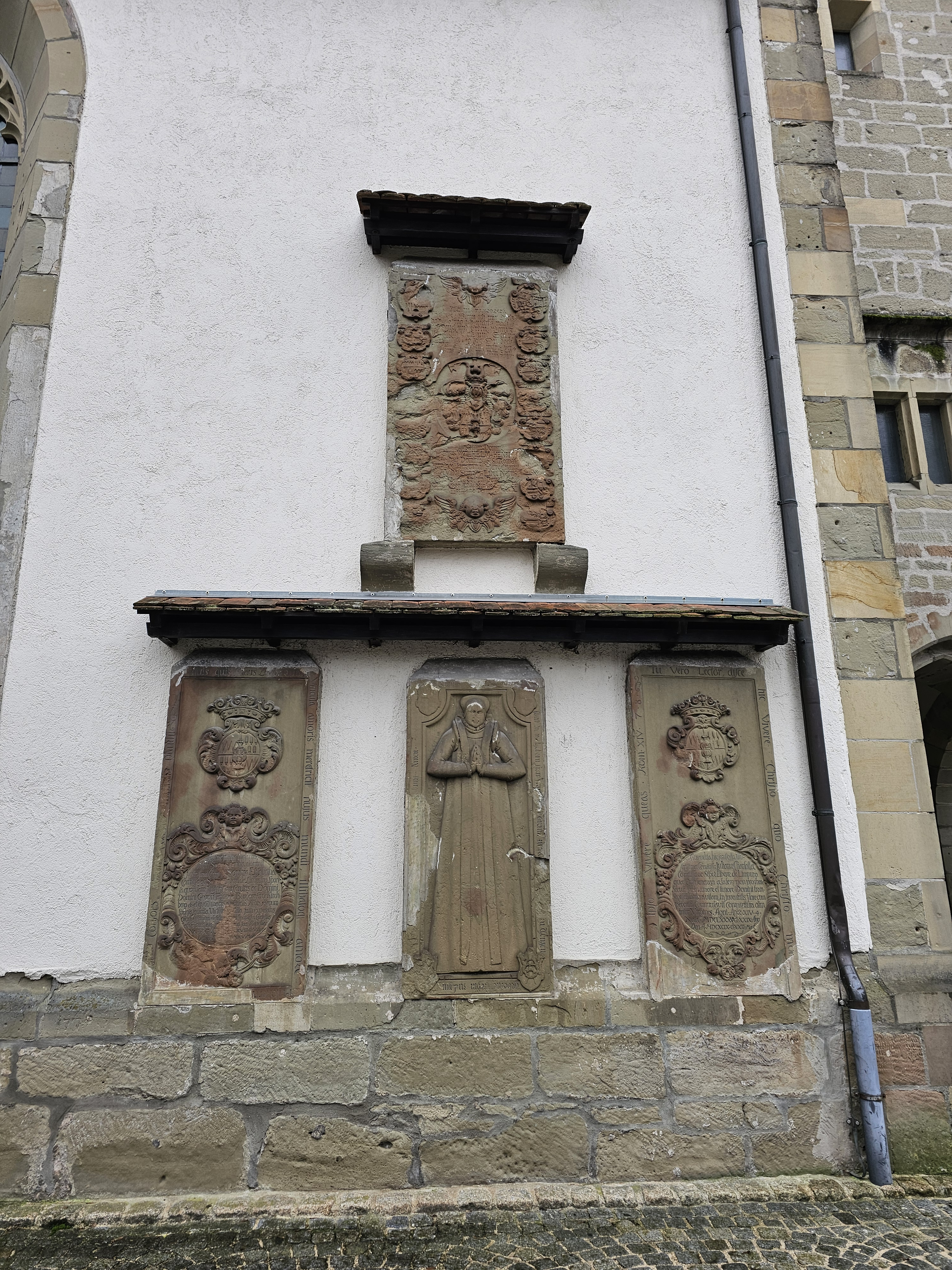
Epitaphien der Schenken von Limpurg (Münster Gaildorf)

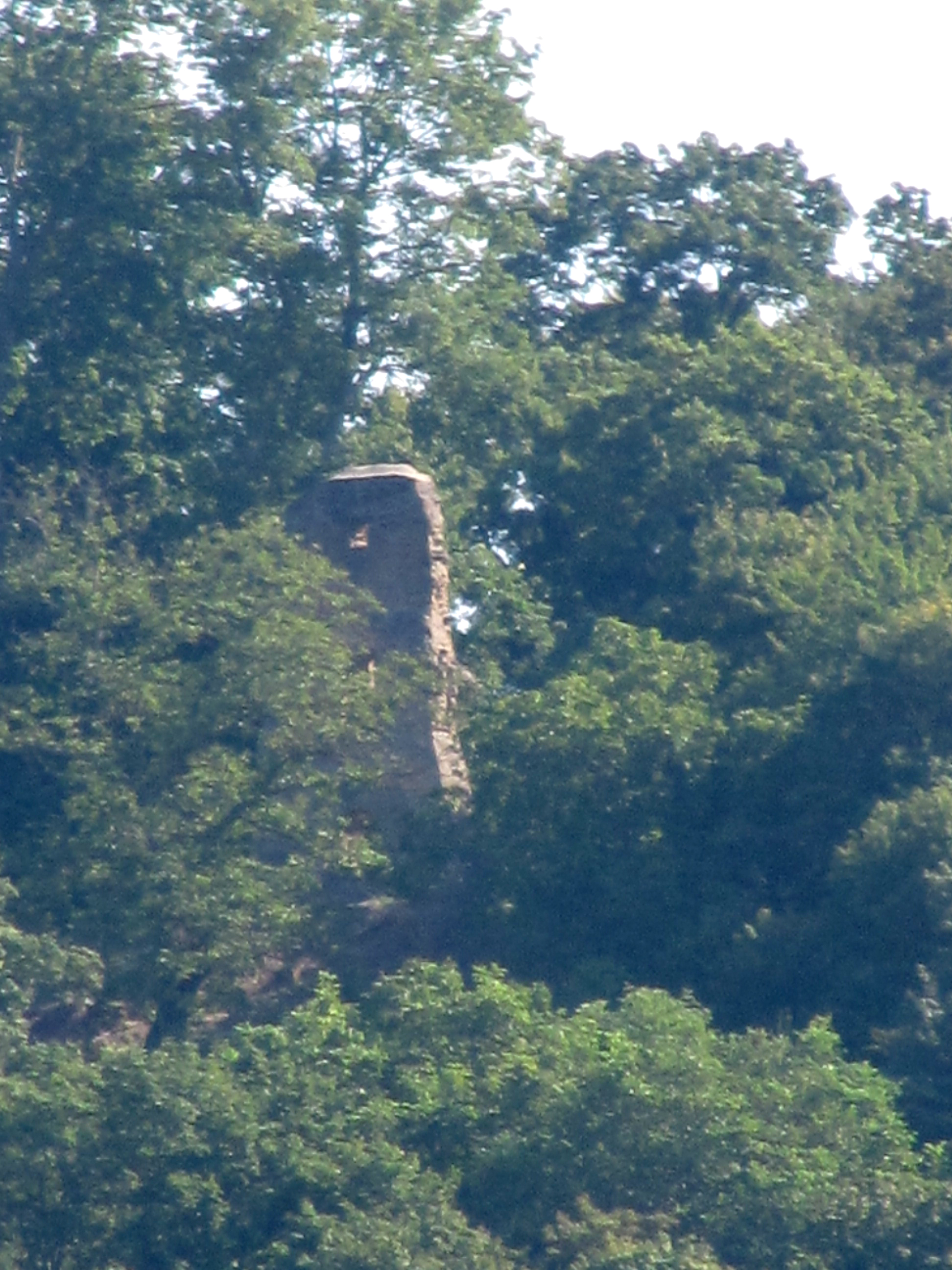
Burgruine Speckfeld
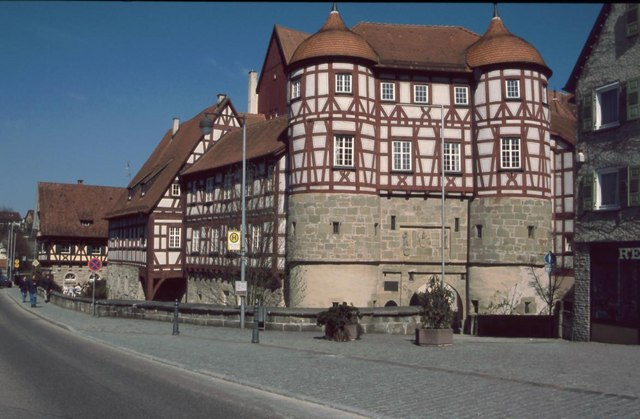
Schloss Gaildorf
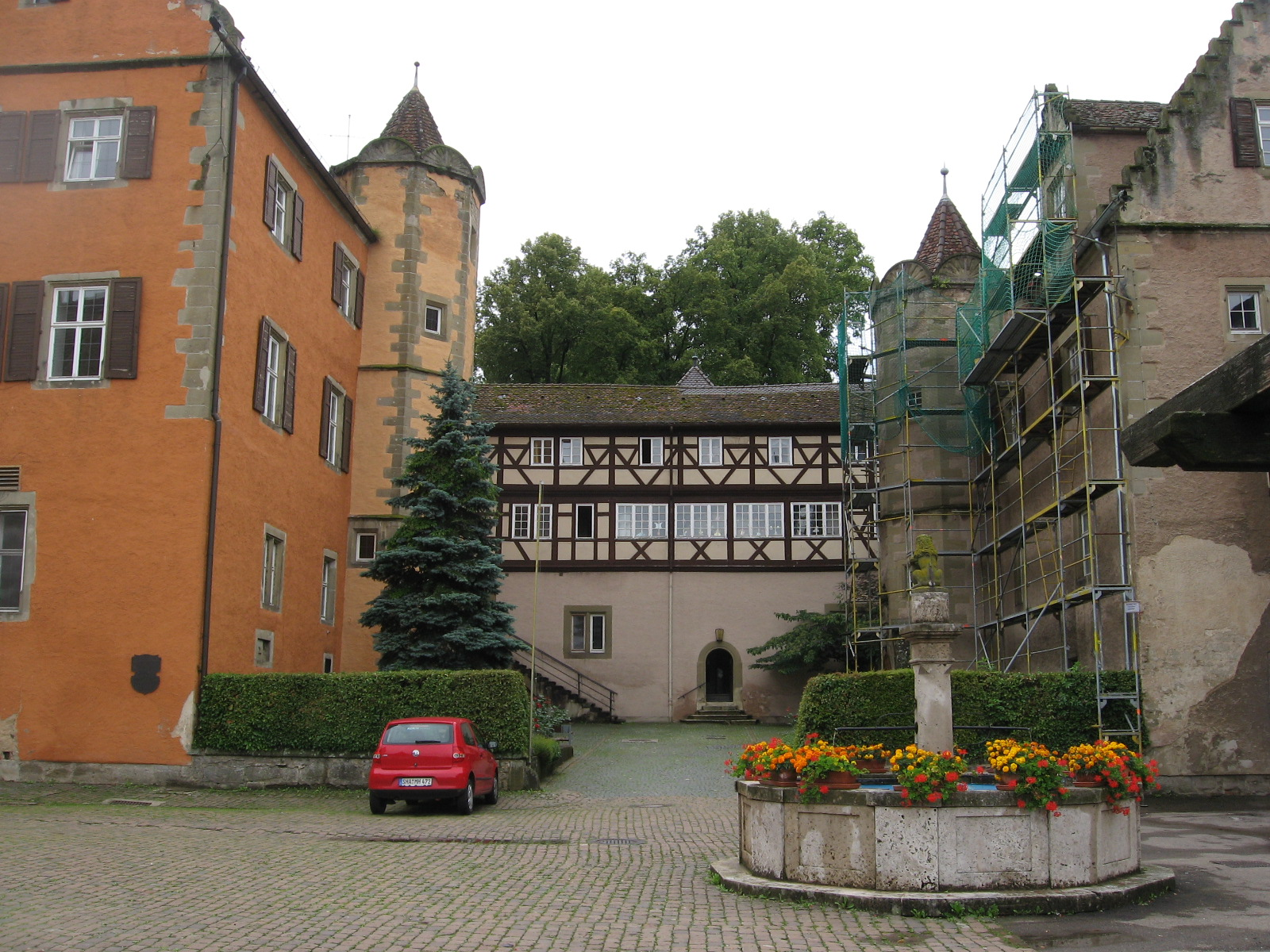
Schloss Obersontheim

Limpurger Land im Landkreis Schwäbisch Hall, Baden-Württemberg

Von 1540 an wurde in den Limpurger Landesteilen die Reformation eingeführt. Heinrich I. Schenk von Limpurg-Schmiedelfeld (1534–1585) unterzeichnete die Konkordienformel von 1577 und das Konkordienbuch von 1580.
Die Speckfelder Linie sah sich nach dem Tode des letzten katholischen Schenken, Gottfried II. (1474–1530), einer so drückenden Schuldenlast ausgesetzt, dass sie schließlich 1541 die namensgebende Stammburg Limpurg an die Reichsstadt Schwäbisch Hall verkaufen musste und ihre Residenz auf das Schloss Obersontheim verlegte. Die Burg Speckfeld wurde im Bauernkrieg zerstört und später wieder aufgebaut. Im Dreißigjährigen Krieg (1618 bis 1648) wurde die Burg von schwedischen Truppen und Kaiserlichen mehrfach geplündert und ab 1693, nachdem die Schenken von Limpurg-Sontheim-Speckfeld in Markt Einersheim ein neues Schloss erbaut hatten, nicht mehr bewohnt.
Seit 1557 saß auf Schloss Schmiedelfeld eine Nebenlinie der Gaildorfer Linie, seit dem beginnenden 16. Jahrhundert in Speckfeld eine der Limpurg-Sontheimer Linie. Mit Wilhelm Heinrich († 1690) starb die Gaildorfer, mit Vollrat († 1713) die Sontheimer Linie im Mannesstamm aus. Die Erbtöchter heirateten in verschiedene Grafenfamilien ein, die Limpurger Landesteile zersplitterten weiter (→Limpurger Erbstreit). Im 19. Jahrhundert wurden erhebliche Teile der ehemaligen Grafschaft unter dem Haus Waldeck-Limpurg wieder vereinigt.

## Namensträger

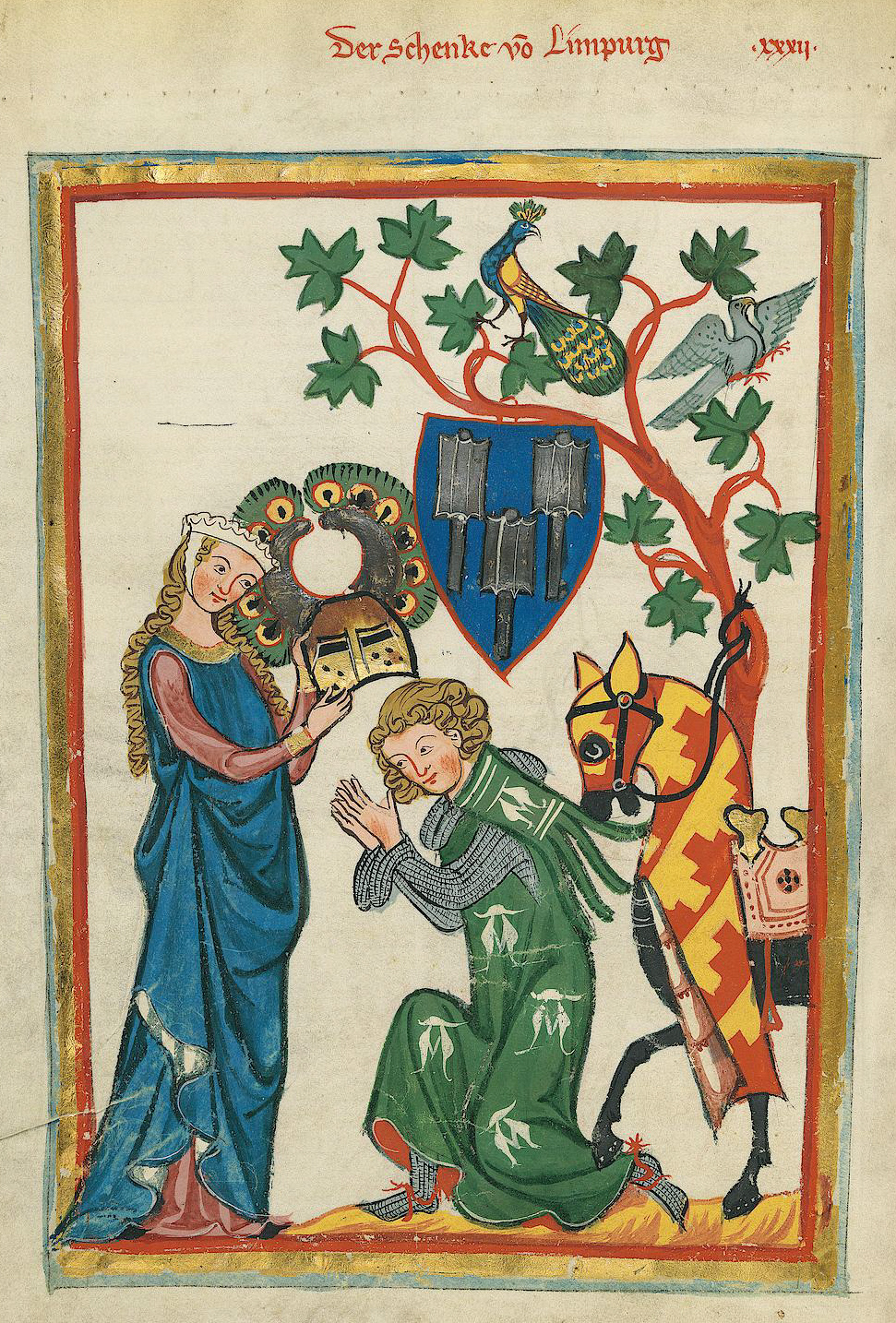
Schenk Konrad von Limpurg in der Manesse-Liederhandschrift

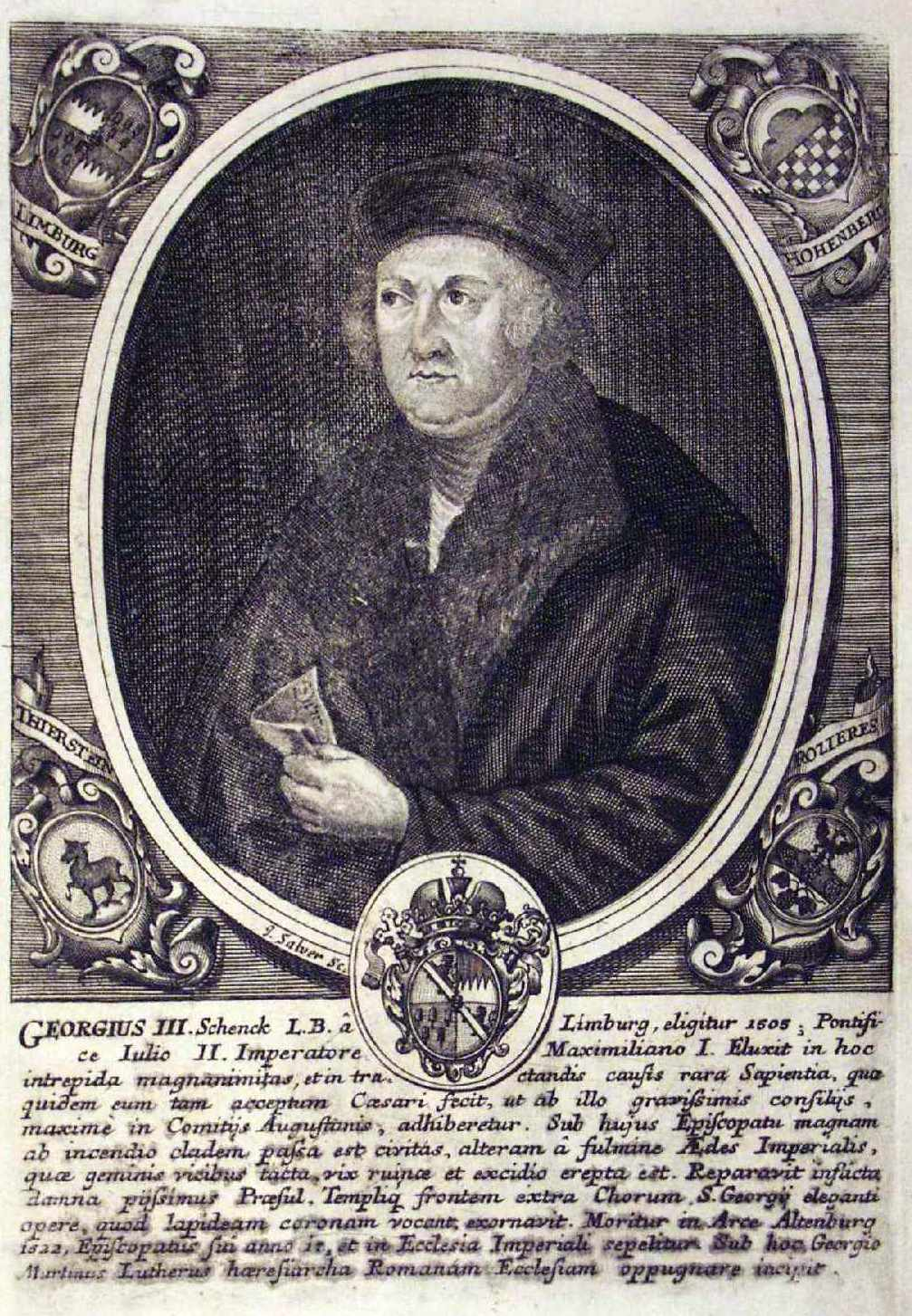
Georg III. Schenk von Limpurg (1505–1522), Fürstbischof von Bamberg

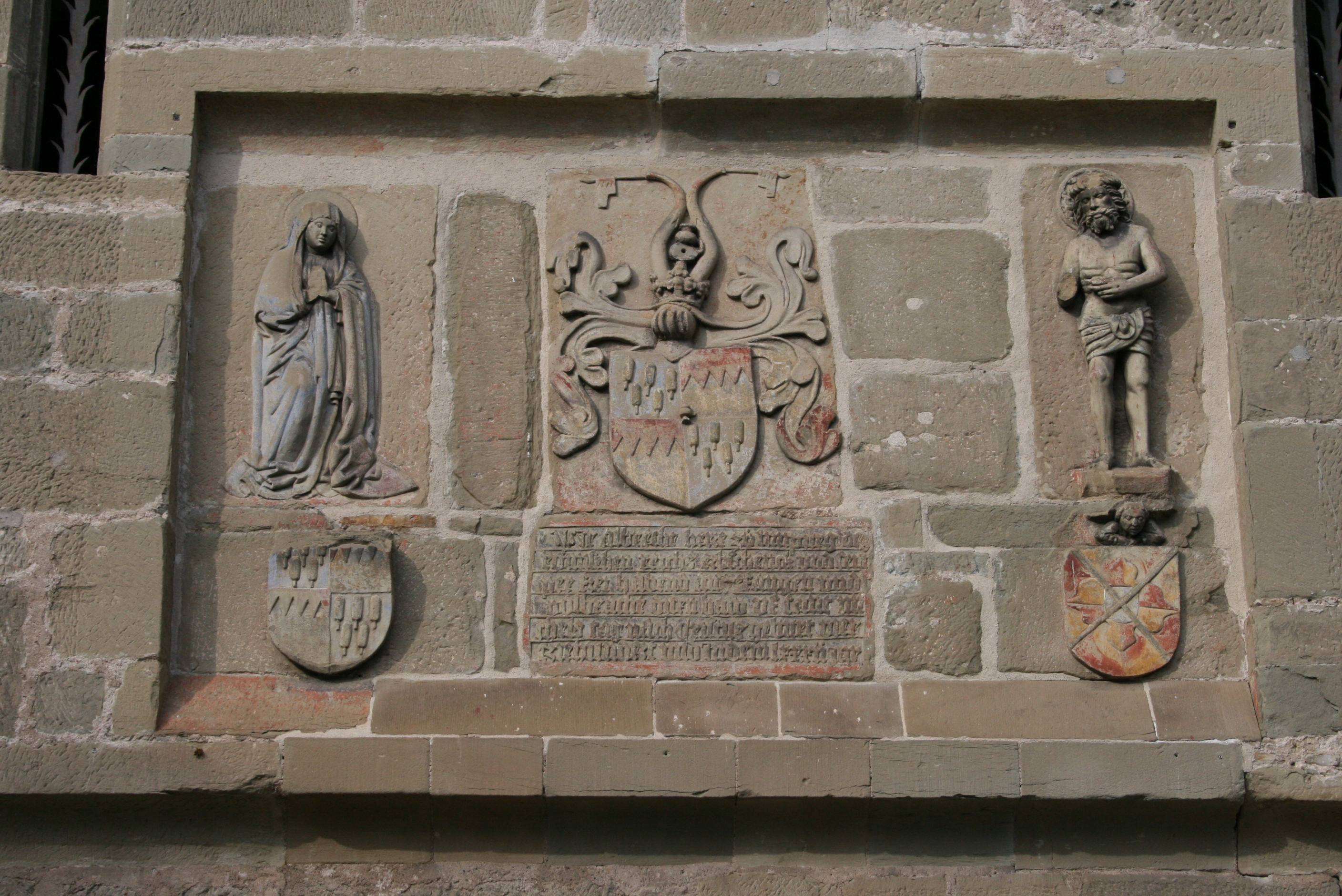
Wappen der Schenken am Gaildorfer Schloss

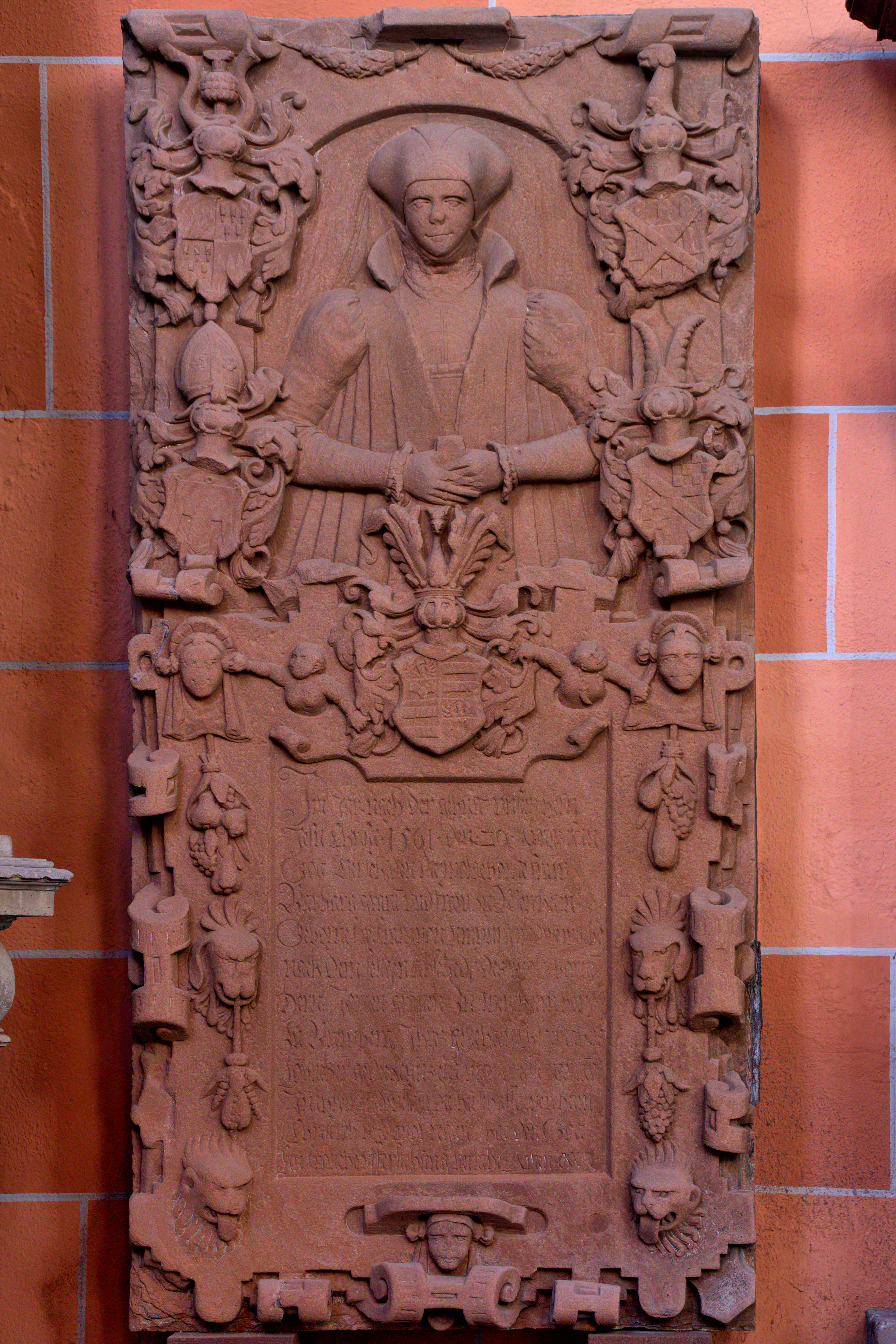
Grabplatte der Barbara von Wertheim in der Ev. Stiftskirche zu Wertheim

Aus der Familie von Limpurg sind besonders hervorzuheben:
- Konrad I. (nachweisbar 1255/86), einer der Minnesänger der berühmten Großen Heidelberger Liederhandschrift, auch Codex Manesse genannt.
- Konrad IV. (1396–1482), königlicher Hofbeamter, Richter am königlichen Hofgericht, Diplomat und Kriegsmann. Konrad IV. wurde früher als Verfasser des Klagspiegels bezeichnet, eine Annahme, die inzwischen widerlegt ist.
- Gottfried IV. Schenk von Limpurg (1404–1455), Fürstbischof von Würzburg von 1443 bis zu seinem Tod.
- Georg III. Schenk von Limpurg, Fürstbischof von Bamberg (amtierend 1505–1522), unter dessen Herrschaft die Bambergische Halsgerichtsordnung (Constitutio Criminalis Bambergensis, 1507) erlassen wurde, eine herausragende Straf- und Strafprozessordnung, welche die deutsche Rechtsentwicklung maßgeblich prägte.
- Erasmus Schenk von Limpurg, Bischof von Straßburg (1507–1568)
- Barbara von Wertheim, geb. Schenkin vom Limpurg (1500–1561) und Schwester des Erasmus, Regentin der Grafschaft Wertheim seit 1531 für ihren noch minderjährigen Sohn, war sie maßgeblich für die Einführung der Reformation in der Grafschaft.
- Eberhard Schenk von Limpurg-Speckfeld (1560–1622), Herr zu Speckfeld; Gründer der neuen Linie Limpurg-Speckfeld
- Wilhelm Schenk von Limpurg (1568–1633), württembergischer Obervogt in Göppingen und der Erbauer des Witwenschlosses in Michelbach an der Bilz
- Georg Eberhard Schenk von Limpurg-Speckfeld (1643–1705), Brandenburger Generalmajor

Bekannt ist eine Ballade von Johann Ludwig Uhland „Der Schenk von Limburg“, welche die legendenhafte Verleihung des Reichsschenkenamtes schildert.

## Schenken von (Schüpf bzw.) Limpurg
- Schenk Konrad Pris (1136/46)
- Konrad (1152/85)
- Walter (1200/18)
- Walter I. Schenk von Limpurg (1226, † 1249)
- Walter II. (1249/83)
- Friedrich I. (1274/nach 1300)
  - Friedrich II. (?) († 1333)
  - Albrecht, ⚭ Elisabeth, Grfin v Tübingen,
  - Konrad II. († 1376), ⚭ Ytta v Weinsperg
    - Friedrich III. († 1414), ⚭ Elisabeth v Hohenlohe(-Uffenheim)

Gaildorf:
- Konrad IV. († 1482)
- Albrecht III. († 1506)
- Christoph († 1516)
- Wilhelm († 1552)
- Christoph III. († 1574)
- Albrecht VII. († 1619)
- Joachim Gottfried († 1651)
- Wilhelm Ludwig († 1657)
- Philipp Albert († 1682)
- Wilhelm Heinrich († 1690)

Limpurg, Obersontheim:
- Friedrich V. († 1474)
- Georg († 1475)
- Gottfried († 1530)
- Erasmus († 1553, ab 1541 in Obersontheim)
- Friedrich VII. († 1596)
- Heinrich († 1637)
- Ludwig Kasimir († 1645)
- Heinrich Kasimir († 1676)
- Vollrat († 1713)

## Weblinks

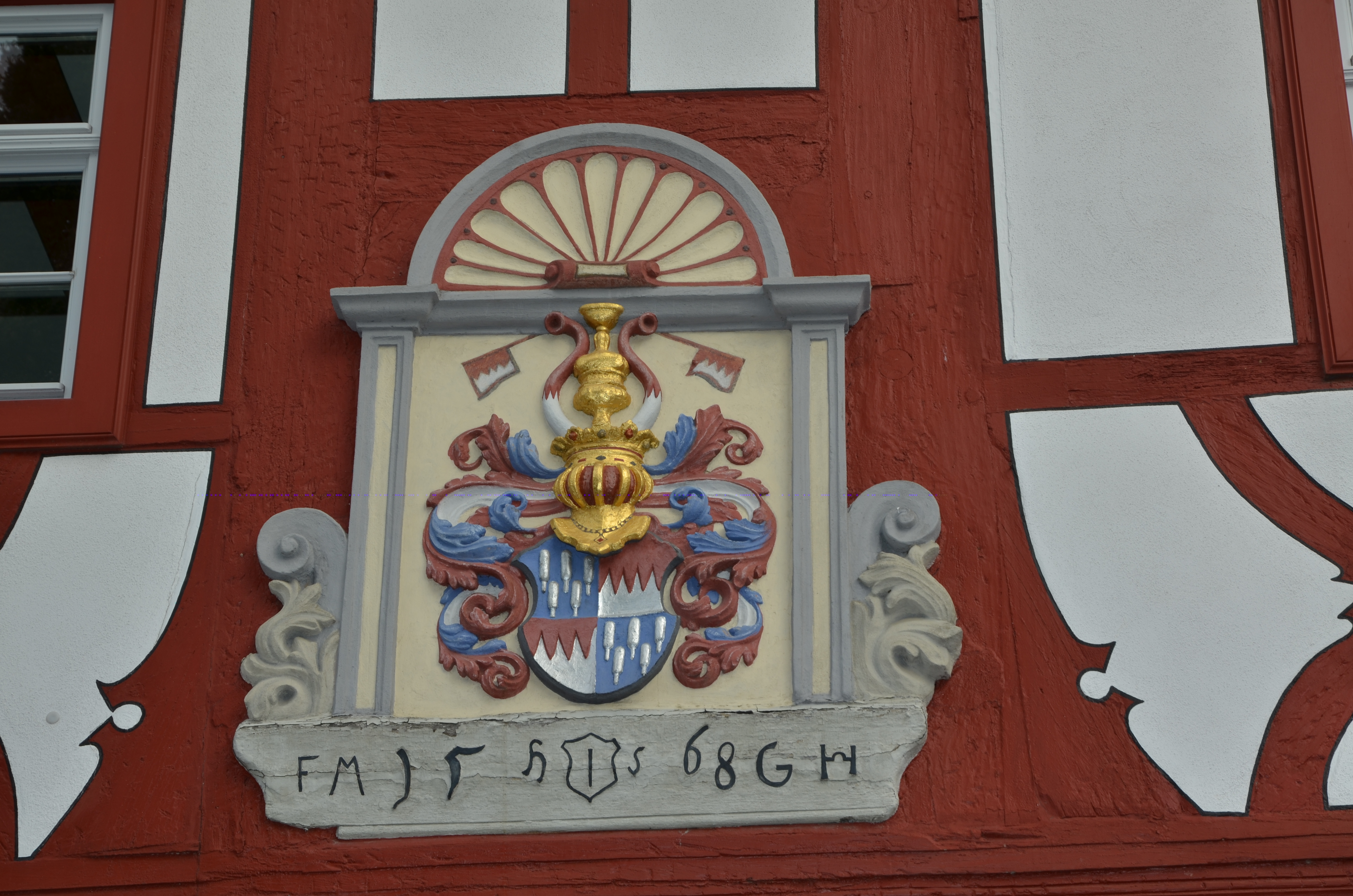
Wappen der Schenken von Limpurg am Rathaus von Markt Einersheim